# Rostock-Laages flygplats
Rostock-Laages flygplats (IATA: RLG, ICAO: ETNL) (tyska: Flughafen Rostock-Laage) är en internationell flygplats i Rostock i Tyskland.
Flygplatsen ligger ca 30 km sydost om Rostock. Flygplatsen byggdes under DDR-tiden och öppnades 1984. Fram till återföreningen av Tyskland var endast militärflygtrafik tillåten. Då var den ett hem för Jagdbombergeschwader 77 och Marinefliegergeschwader 28 i Östtysklands flygvapen. 1992 öppnades den även för civil-flygtrafik och delas idag av Jagdgeschwader 73 ur tyska Luftwaffe och civila flygbolag.

## Flygbolag och destinationer
- Sky Airlines (Antalya) Säsong
- Sun Express (Antalya) Säsong

## Kommunikationer
- Bussar förbinder flygplatsen med centrala Rostock i samband med avgångar och ankomster
- En taxiresa till Rostock kostar cirka 35-40 EUR
- A 19 Rostock - Berlin